# Dunalastair Water
Dunalastair Water (schottisch-gälisch: Loch Dhùn Alastair) ist ein Stausee in den schottischen Highlands. Er liegt circa 23 km westlich von Pitlochry zwischen Loch Rannoch und 
Loch Tummel in der Council Area Perth and Kinross. Das Nordufer des Sees wird von der gut ausgebauten B846 
erschlossen, während das Südufer nur über eine einspurige Nebenstraße mit Ausweichstellen zu erreichen ist. 
Der Stausee entstand 1933, indem der River Tummel aufgestaut wurde. Der See ist Teil des Tummel hydro-electric power scheme und dient der Gewinnung von Strom aus Wasserkraft. Dunalastair Water ist etwa 2,5 km lang und bis zu 800 m breit. Die Wasseroberfläche umfasst circa 1,65 km². Der Staudamm am östlichen Ende des Sees ist 65 m breit. Unmittelbar hinter der Staumauer hat Dunalastair Water eher die Form eines gewundenen Flusses, erst im hinteren, weiter westlich gelegenen Teil, weitet sich der See zu einer größeren offenen Wasserfläche. 
Dunalastair Water ist extrem seicht. Die durchschnittliche Tiefe beträgt nur 1,5 m, was außergewöhnliche biologische 
Bedingungen zur Folge hat. Das Wasser im See erwärmt sich wesentlich schneller als dies bei anderen zum Teil weit über 
100 m tiefen schottischen Lochs der Fall ist. Vor allem viele Wildvögel, wie zum Beispiel Grasmücken, Rohrdommeln, Graureiher, Silberreiher und Wintergoldhähnchen haben sich am See angesiedelt. Dunalastair Water wurde daher zur Site of Special Scientific Interest erklärt. Darüber hinaus gilt der See als besonders attraktives Angelrevier, in dem in erster Linie Bachforellen gefangen werden.  

## Weblinks

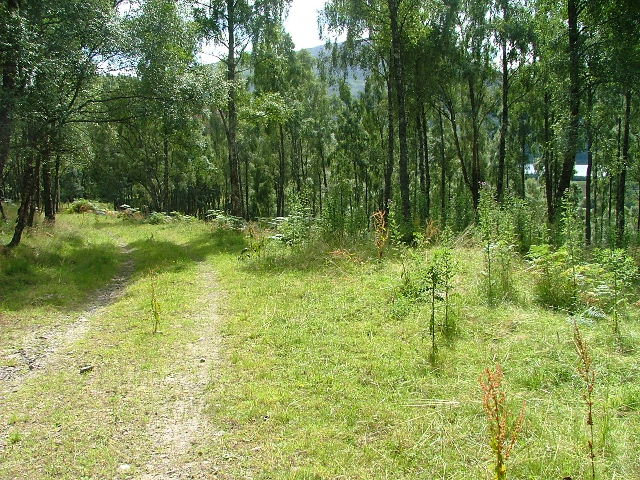
An Dunalastair Water angrenzender Wald. Der See ist im Hintergrund sichtbar.